# Rijksbeschermd gezicht Giethoorn
Gezicht Giethoorn is een van rijkswege beschermd dorpsgezicht in Giethoorn in de Nederlandse provincie Overijssel. De procedure voor aanwijzing werd gestart op 28 augustus 1981. Het gebied werd op 25 maart 1985 definitief aangewezen. Het beschermd gezicht beslaat een oppervlakte van 334,2 hectare.
Panden die binnen een beschermd gezicht vallen krijgen niet automatisch de status van beschermd monument. Wel zal de gemeente het bestemmingsplan aanpassen om nieuwe ontwikkelingen in het gebied te reguleren. De gezichtsbescherming richt zich op de stedenbouwkundige en cultuurhistorische waardering van een gebied en wil het toekomstig functioneren daarvan veiligstellen.